# Vulnetari
Vulnetari (Albanees: vulnetarë; Nederlands: vrijwiliggers) is de benaming van een etnisch Albanese militie actief in Kosovo gedurende de Tweede Wereldoorlog.  De eenheid was een vrijwilligerskorps dat collaboreerde met het Koninkrijk Italië en later met Nazi-Duitsland. De Vulnetari vocht veldslagen tegen de Joegoslavische partizanen en Servische Cetniks. Ook de Servische burgerbevolking moest het ontgelden. De Vulnetari zou zo'n 10.000 Serviërs hebben omgebracht in Kosovo.
De militie diende aanvankelijk als grenswacht onder zowel de Italiaanse als Duitse bezetting. De Vulnetari vochten in hun eigen lokale gebieden tegen de Joegoslavische Partizanen en de Servische Cetniks. De Vulnetari richtte zich echter ook op de Servische burgerbevolking waarna gruwelijke aanvallen op Serviërs en brandstichting in hun dorpen volgden.
Tijdens een missie onder leiding van commandant Bislim Bajgora brandden de Albanese troepen 22 dorpen af en vermoordden hierbij 150 Serviërs.
Op 30 september 1941 werden Servische dorpen in de streek Drenice aangevallen. Meedogenloze aanvallen op het dorpen Ibarski Kolašin volgden en duurden tot 10 oktober 1941. Deze aanvallen waren zo gewelddadig dat de Duitsers het de "bloedige golf" noemden.
Op 17 oktober 1941 werd het dorp Dobruša, dichtbij Pejë, aangevallen door de Vulnetari. De aanval werd geleid door Xhevat Begoli. Huizen in Dobruša werden vervolgens geplunderd en platgebrand.
In de periode november - december 1941 waren de eenheden van de Vulnetari onder bevel van Shaban Polluzha betrokken bij de verdediging van Novi Pazar tegen de Cetnik-Joegoslavische partizanen. Op 16 november vielen Albanese troepen Raška aan.
Op 30 januari 1943 veroverden de Vulnetari het Servische dorpje Grbole en terroriseerden de inwoners. Huizen en boerderijen van de Servische bevolking werden geplunderd door de Vulnetari.